# Rune Medalen
Rune Medalen (Stavanger, 13 aprile 1970) è un ex calciatore norvegese, di ruolo attaccante.

## Carriera

### Club
Dopo aver giocato nello Ålgård, Medalen passò al Viking. Esordì nell'Eliteserien il 17 aprile 1994, nella vittoria per 1-0 sullo HamKam. Segnò la prima rete nella massima divisione norvegese in data 24 settembre 1994, nella vittoria per 1-2 sul campo del Rosenborg.
Nel 1996, si trasferì al Sogndal. Vi rimase una sola stagione, perché nel 1997 si accordò con il Bryne. Contribuì alla promozione del campionato 1999 e, due anni più tardi, al raggiungimento della finale di Coppa di Norvegia 2001, persa contro il Viking. Nel 2004, fu in forza allo Stavanger.